# 生长曲线 (生物)

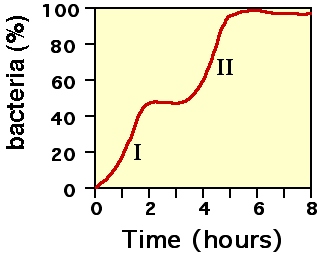
图1：双相细菌生长曲线。

生长曲线是一种数量随时间变化的经验模型。生长曲线在生物学中被广泛用于显示种群规模及生物量，个体身高及其生物量等数量随时间变化的关系。在种群生态学和人口统计学中用于种群生长分析，或在生理学中分析个体生长。被测量的值可以作为时间的函数绘制在图表上。有关示例，请参见图1。

## 细菌生长
在这个示例中（图1，请参见乳糖操纵子 ），在8小时的细胞生长实验中测量了肉汤培养基内细菌的数量。观察到，细菌生长模式是两相的，是因为存在葡萄糖和乳糖两种不同的糖。细菌更喜欢消耗葡萄糖（阶段I），而仅在葡萄糖耗尽后才使用乳糖（阶段II）。通过对这种双相生长曲线的分子基础的分析，发现了控制基因表达的基本机制。

## 癌细胞生长
生长曲线分析在癌症研究的领域起着重要作用。在许多类型的癌症中发现， 肿瘤在化疗后缩小的速度与治疗前肿瘤的生长速度有关。快速成长的肿瘤的细胞 通常对传统抗癌药物对毒性作用更敏感。许多传统抗癌药物（例如5-氟尿嘧啶）会干扰DNA复制，并导致正在复制DNA和分裂的细胞死亡。暴露于此类抗癌药物下，快速生长的肿瘤具有更多活跃的分裂细胞，所以会有更多的细胞死亡。

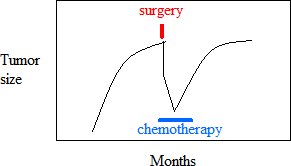
图2。肿瘤生长曲线。

在图2所示的示例中，细胞生长速度减慢后发现了肿瘤。通过手术切除了大部分的癌细胞。剩余的癌细胞开始迅速增殖，于是开始癌症化疗。化疗杀死了许多肿瘤细胞，但最终一些对化疗药物具有抗性的癌细胞开始迅速生长。化学疗法就不再有用，只能停止。

## 儿童的成长
身高明显低于正常身高生长曲线范围的儿童可能需要检测生长激素缺乏症，并通过激素注射治疗。 

女性身高与年龄（美国疾病预防控制中心）
男性身高与年龄（美国疾病预防控制中心）

## 指数增长
某些生物系统在某些时候，增长曲线会显示出指数增长时期。通常，由于一些有限制的资源（限制因子）耗尽，指数增长的时期只能持续有限的时间。

## 扩展阅读
- Gompertz函数
- 指數增長（J形曲线）
- 逻辑斯谛函数（S形曲线）

1. ↑  Kaneshiro, Neil K. . MedlinePlus.   [2020-05-20]. （原始内容存档于2016-07-05）.
2. ↑  . www.nature.com.   [2018-09-20]. （原始内容存档于2016-11-29） （英语）.